# Szabóizom

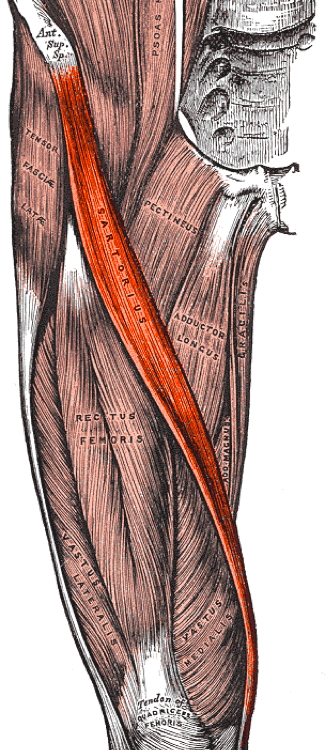
A szabóizom, Gray's Anatomy

A szabóizom (latinul: musculus sartorius) a comb elülső részén található izom, az emberi test leghosszabb izma.

## Elhelyezkedés
A felső csípőtövisről (spina iliaca anterior superior) ered, innen lefelé medialisan halad a comb elülső részén keresztbe, végül a sípcsont felső bütykén (tuberositas tibiae) tapad két másik izommal közösen (musculus gracilis és musculus semitendinosus), kialakítva a térdízület belső, medialis oldalán húzódó háromosztatú ínat (pes anserinus). Az eredéséhez közel található izomháromszög a trigonum femorale, melynek a szabóizom a lateralis szélét képezi.

## Funkciója
A csípőízületben abdukál, hajlít és kifelé forgat (lateralis rotatio), némi hajlító hatása a térdízületre is van.

## Beidegzés, vérellátás
A combideg (nervus femoralis) elülső vagy felületes, izmokhoz futó rostjai idegzik be. Mind a motoros, mind az érző (proprioceptív) beidegzésért ezek a rostok felelnek. Artériás vérellátását a combverőér (arteria femoralis) ágaiból kapja.

## Külső hivatkozások
- az összes alsó végtagi izom listája, rövid jellemzése

1. ↑  http://www.bartleby.com/107/128.html